# ピアノ協奏曲 (コープランド)
アーロン・コープランドのピアノ協奏曲は、1926年に書かれた作品。
コープランドの最初期の作品の一つである。コープランドは1920年から1925年まで、パリのナディア・ブーランジェの下で作曲を学んでいたが、帰国後に『オルガンと管弦楽のための交響曲』（のちに交響曲第1番へ改作）を発表、次いで室内オーケストラのための組曲『劇場のための音楽』とともに、このピアノ協奏曲を作曲した。
ピアノ協奏曲の初演は1927年1月28日、コープランド自身の独奏、セルゲイ・クーセヴィツキー指揮、ボストン交響楽団によって行われた。初演当時は様々な批判を浴びたが、今日ではジャズの手法をいち早く取り入れた意欲作と評価されている。
コープランドの協奏曲は、他にはこの20年余り後に作曲したクラリネット協奏曲のみであるが、2つの協奏曲はジャズの手法を取り入れた点が共通している。

## 楽器編成
独奏ピアノ、ピッコロ、フルート2、オーボエ2、コーラングレ、クラリネット2、E♭管クラリネット、バス・クラリネット、アルト・サクソフォーン（ソプラノ・サクソフォーン持ち替え）、ファゴット2、コントラファゴット、ホルン4、トランペット3、トロンボーン3、チューバ、ティンパニ、バス・ドラム、シンバル、ゴング、スネア・ドラム、チャイニーズ・ウッド・ブロック、ウッド・ブロック、トライアングル、チェレスタ、シロフォン、弦五部

## 楽曲構成
切れ目なく続く2つの楽章からなる。第2楽章はさらに2つの部分からなる。演奏時間はスコアの記載上は18分。
1. アンダンテ・ソステヌート
2. モルト・モデラート ― アレグロ・アッサイ

## 注
1. ↑  ガーシュウィンの『ラプソディ・イン・ブルー』初演（1924年）の3年後に初演されている。